# AmigaOS
AmigaOS – system operacyjny opracowany przez firmę Commodore International dla produkowanych przez nią komputerów Amiga. Wersja 1.0 została wydana w 1985 roku, wraz z premierą komputera Amiga 1000.

## Charakterystyka
System od początku 32-bitowy, napisany został dla procesora Motorola 68000. Obsługiwane procesory to: MC68000, MC68010, MC68020, MC68030, MC68040, MC68060. Systemy w wersjach 3.x obsługują również procesory PowerPC znane także jako PPC, dzięki podsystemom WarpOS albo PowerUP. System pracuje nadal na M68x00, istnieje jednak możliwość uruchamiania programów napisanych dla PPC. Konstrukcja i oprogramowanie kart procesorowych umożliwia jednoczesną pracę obu procesorów, przy czym PPC jest wykorzystywany jako koprocesor. W krótkim czasie od pojawienia się kart z układami PPC powstał projekt MorphOS – mający na celu przeniesienie systemu Amiga OS na architekturę PPC. Pracę programistów utrudniał brak dokumentacji – kody źródłowe systemu v3.0/3.1 stały się niedostępne krótko po upadku firmy Commodore. Istnieje także otwarta implementacja systemu AmigaOS pod nazwą AROS. Dostępna jest ona między innymi na platformę x86.
Obecna wersja AmigaOS 4.1 została przepisana całkowicie dla procesorów PowerPC i działa na komputerach AmigaOne, micro A1, SAM440ep, SAM440 Flex, Pegasos II. Oprogramowanie, które zostało napisane dla klasycznych Amig wyposażonych w procesory serii MC68x może być uruchamiane dzięki dwóm wbudowanym w system emulatorom: interpretowanemu, zapewniającemu wysoką zgodność z oryginalnymi układami sprzętowymi oraz JIT o nazwie Petunia zapewniającemu dużą prędkość emulacji.

AmigaOS i jego klony

Jądro systemu charakteryzowało się wielozadaniowością, zaawansowanymi możliwościami graficznymi, ściśle związanymi z budową komputerów Amiga, a także niskim czasem reakcji, dzięki czemu znalazł on miejsce w zastosowaniach real-time, chociaż nie był do nich projektowany. Wadą był brak ochrony pamięci. Zgodność ze standardem POSIX oraz X Window System można uzyskać przy użyciu zewnętrznych bibliotek.
System oferował nowoczesny system graficzny, w którym rolę powłoki pełnił Workbench. Istnieją też niezależne powłoki tekstowe, działające w oknie trybu graficznego. Charakterystyczną cechą układów graficznych i samego systemu był brak czysto tekstowych trybów graficznych. System już w pierwszej fazie startu oferował graficzny interfejs.
Standardowymi systemami plików są OFS (Old File System – kickstart w wersji poniżej 2.0) i FFS (Fast File System). Dla tego systemu powstały również alternatywne systemy plików: MUFS (Multi User File System), PFS (Profesional File System), SFS (Smart File System), budowa modułowa umożliwiała prostą i bezproblemową instalację dodatkowych systemów plików np.: ISO 9660, FAT, FAT32, MacFS itd.
Kickstart – część systemu zawarta w pamięci ROM lub na twardym dysku komputerów Amiga, zawiera jądro systemu oraz biblioteki potrzebne do uruchomienia systemu.

### AmigaOS 4.0
Czwarta generacja systemu operacyjnego Amigi – AmigaOS. Prace nad systemem rozpoczęła firma Hyperion Entertainment na mocy podpisanej 1 listopada 2001 r. umowy z firmą Amiga Inc. W czerwcu 2004 r. ukazała się pierwsza publiczna wersja systemu nazwana „AmigaOS 4.0 Developer Pre-release”. Kolejne aktualizacje AmigaOS 4.0 Pre-release ukazały się w październiku 2004 r. (pierwsza aktualizacja), w czerwcu 2005 r. (trzecia aktualizacja), luty 2006 r. (czwarta aktualizacja). 24 grudnia 2006 r. ukazała się finalna wersja AmigaOS 4.0 dla komputerów Amiga One i micro Amiga One. W lipcu 2007 r. ukazała się kolejna aktualizacja AmigaOS 4.0. Wersja systemu na klasyczne Amigi wyposażone w karty z procesorem PowerPC ukazała się dnia 30.11.2007 (pierwszy pokaz tej wersji na AmiWest 21.10.2007).

### AmigaOS 4.1
- 11.07.2008 – Hyperion Entertainment zapowiedział wersję 4.1 systemu AmigaOS.
- 17.09.2008 – Hyperion Entertainment wraz z firmą Acube Systems podpisał licencje OEM na dystrybucje systemu AmigaOS 4.1 wraz z płytami głównymi produkowanymi przez Acube Systems: Sam440ep i Sam440ep-Flex
- 31.01.2009 – Hyperion Entertainment[1] udostępnił wersję 4.1 systemu AmigaOS dla płyty głównej Pegasos II produkcji Genesi.
- 14.01.2010 – Hyperion Entertainment udostępnił uaktualnienie systemu AmigaOS 4.1 nazwane „Update 1”. Update dostępne jest dla Sam440ep, Sam440ep-Flex, Amiga One, micro Amiga One i Pegasos II. Możliwość pobrania archiwum „lha” z obrazem płyty mają zarejestrowani użytkownicy poprzez stronę Hyperion Entertainment.
- 30.04.2010 – Hyperion Entertainment udostępnił kolejne uaktualnienie systemu AmigaOS 4.1 nazwane „Update 2”. Update jest dostępne dla AmigaOne, Sam440ep i Pegasos II. Możliwość pobrania archiwum „lha” z obrazem płyty mają zarejestrowani użytkownicy poprzez stronę Hyperion Entertainment. Do instalowania „Update 2” potrzebny jest zainstalowany „Update 1” na komputerze.
- 30.11.2012 – wersja „Update 6”
- 18.12.2014 – ostatnia wersja „Final Edition”
- 18.12.2015 – „AmigaOS 4.1 Final Edition Classic” (dla Amig klasycznych z procesorem PPC oraz pod emulatorem) na stronach pakietu „Amiga Forever”[2][3].

## Oprogramowanie
Na AmigaOS serii 4.x istnieją porty współczesnego oprogramowania. Przykładowo procesor tekstu zapisujący w formatach .odt – AbiWord, Gnumeric (arkusz kalkulacyjny), czy Gimp. Istnieje także wersja przeglądarki Firefox, Timberwolf. W trakcie beta testów była także LibreOffice.